# عنب

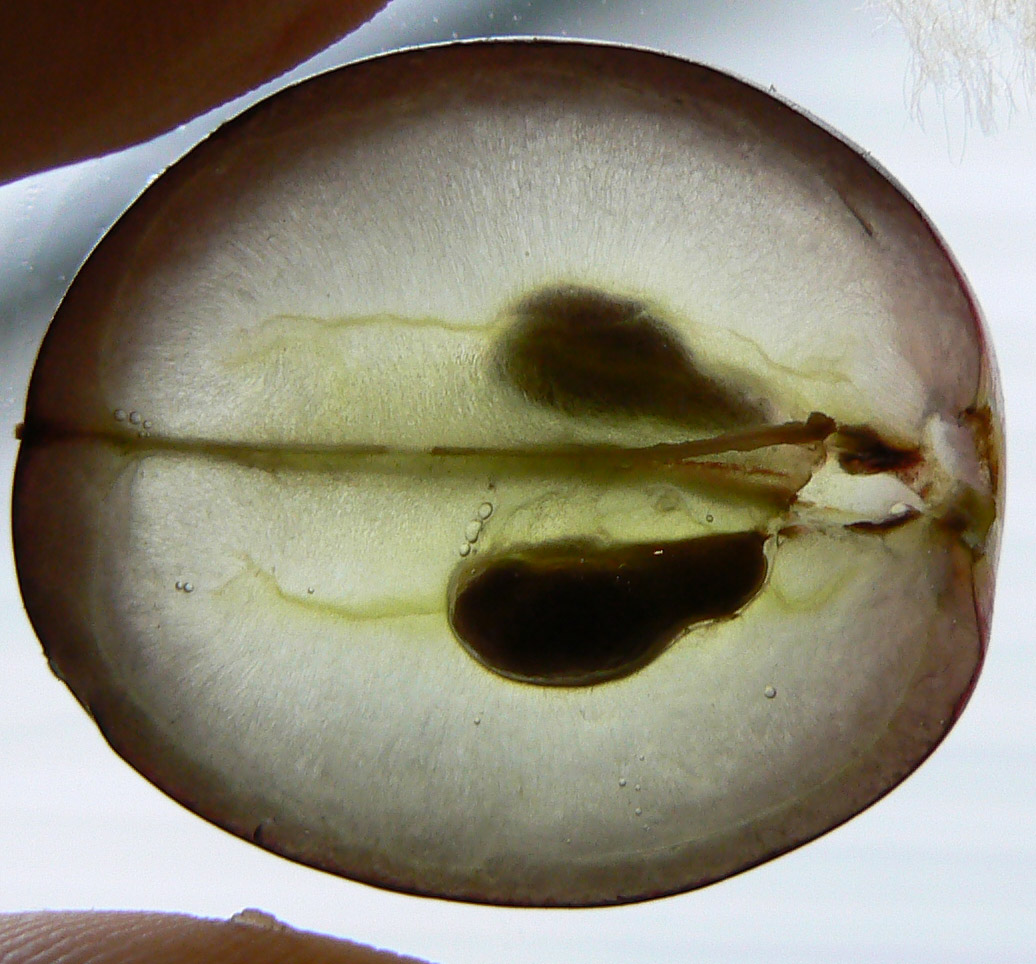
قطع عنبة

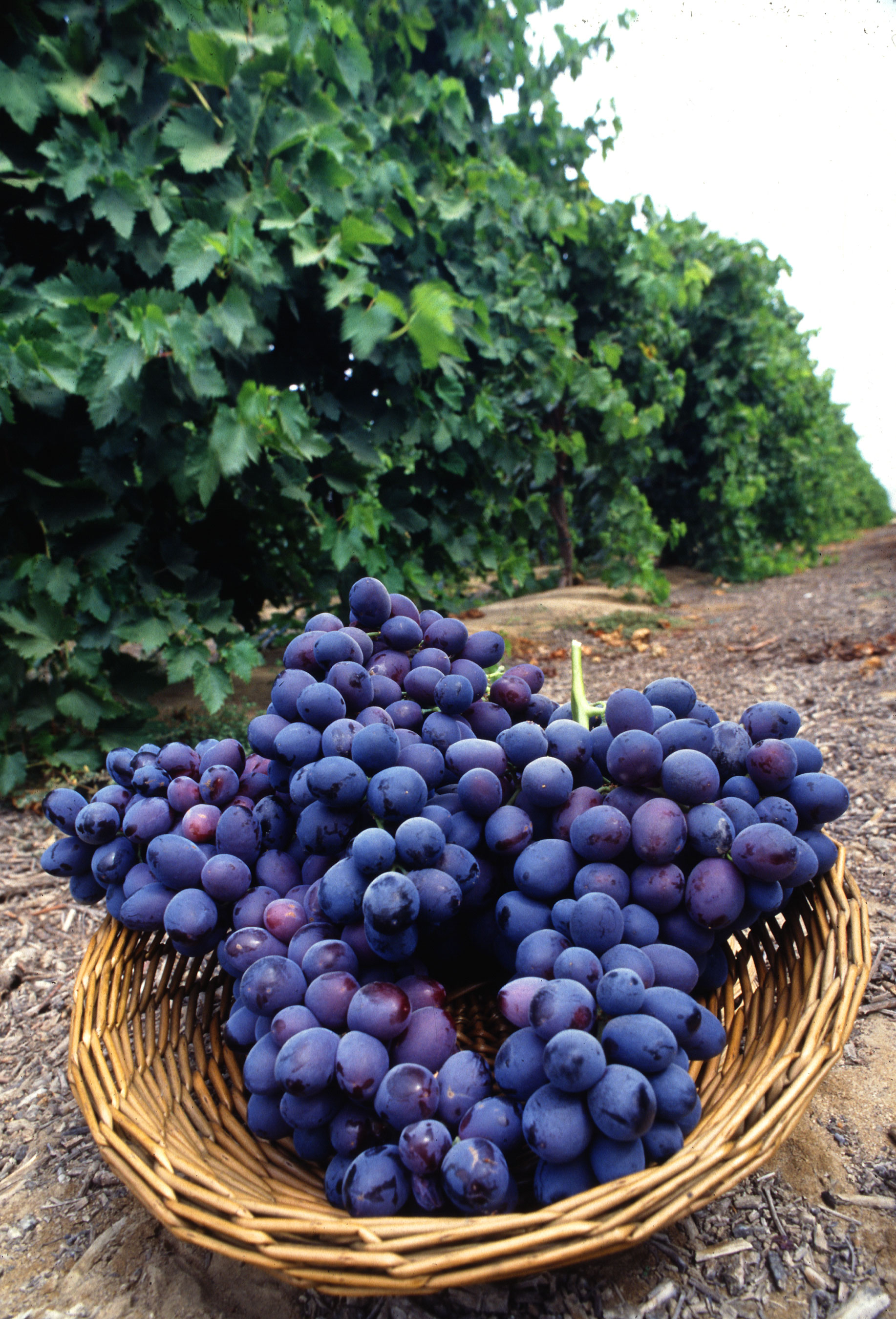
سلة عنب

العنب ثمر ناعم القشرة، لبيّ، عصيري، ينمو على شجر الكرم. تظهر الأعناب على عناقيد يوجد فيها عادة ما بين ست ثمرات إلى ثلاثمائة ثمرة. يتفاوت لون ثمار العنب بحسب أصنافه وتكون ألوانها إما سوداء أو زرقاء أو بنفسجية أو ذهبية اللون تميل إلى الخضرة أو بيضاء.
تُوضِّح الأحافير المكتشفة لبذور العنب وأوراقه أنَّ الإنسان كان يأكل العنب ويتغذى عليه منذ عصور ما قبل التاريخ، وأنَّه كان معروفًا عند الحضارات القديمة في بلاد ما بين النهرين وبلاد الشام وحضارة المصريين القدماء، وقد دلَّتْ على ذلك النقوش والرسومات التي اكتُشِفَت في سوريا والعراق ومصر واليونان والتي وجدت في المعابد والنقوش الأثرية التي يعود تاريخها إلى 2440 ق.م تقريباً.

## فوائد العنب

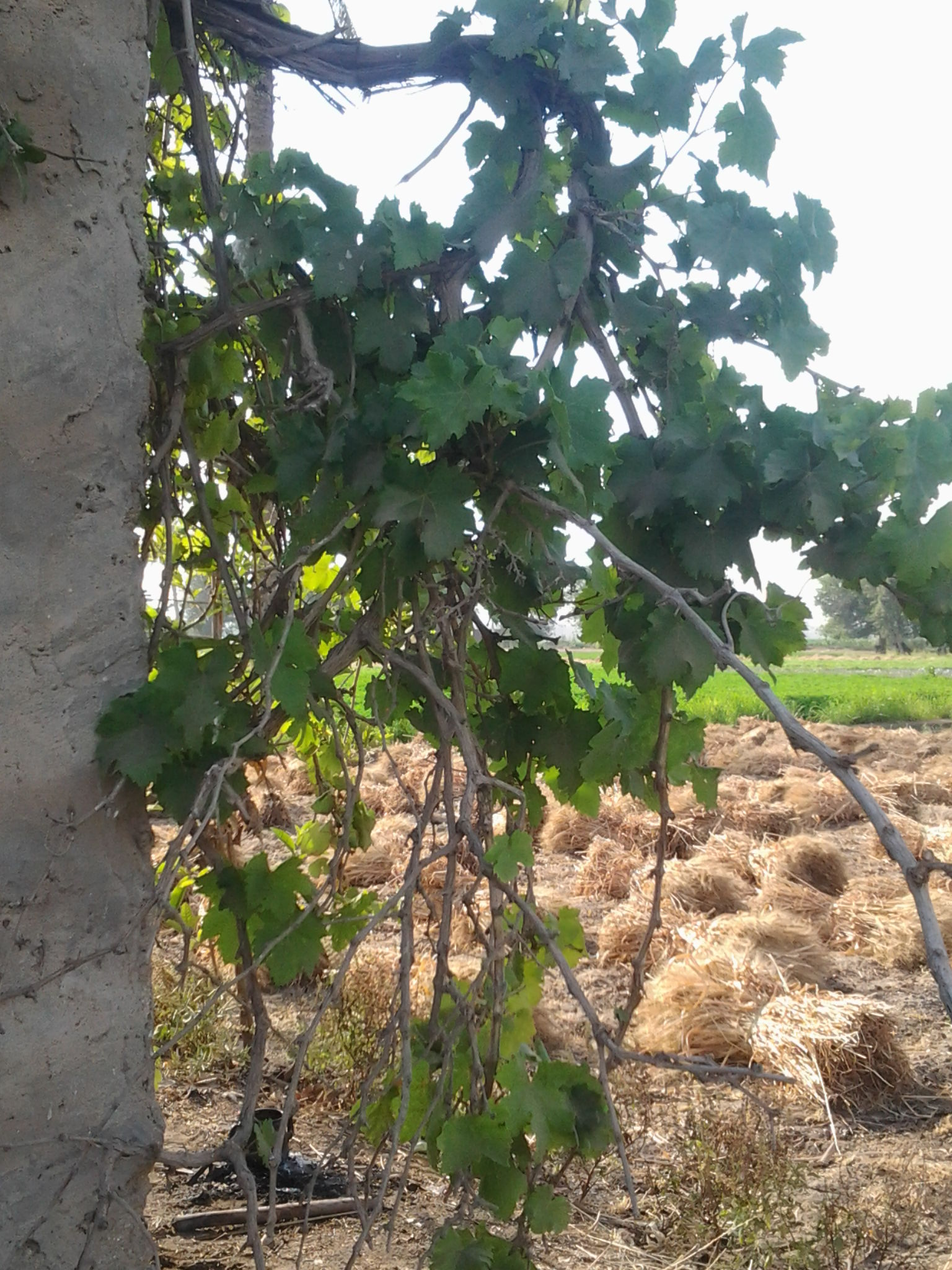
ورق نبات العنب على شجرته الخشبية.

يعدّ العنب من الفواكه ذات القيمة الغذائية والعلاجية الجيدة وقد عرف منذ قدم الزمان حيث تناوله الصينيون والهنود رغبة في القيمة الغذائية العالية، ويوجد العنب بالألوان مثل الأبيض الأخضر وكذلك الأسود والأحمر.
القيمة الغذائية للعنب: يتميز العنب بأنواعه باحتوائه على نسبة جيدة من المواد السكرية سريعة الامتصاص وسهلة الهضم حيث يتركز سكر الجلوكوز وسكر الفركتوز G Vit بشكل كبير ويتميز كذلك العنب بغنائه بالفيتامينات مثل فيتامين ج - كما يحتوي على نسبة جيدة من العناصر المعدنية مثل Vit- B وكذلك فيتامين ب ؛ ويحتوي على أملاح معادن البوتاسيوم والكالسيوم والصوديوم.

## معلومات غذائية

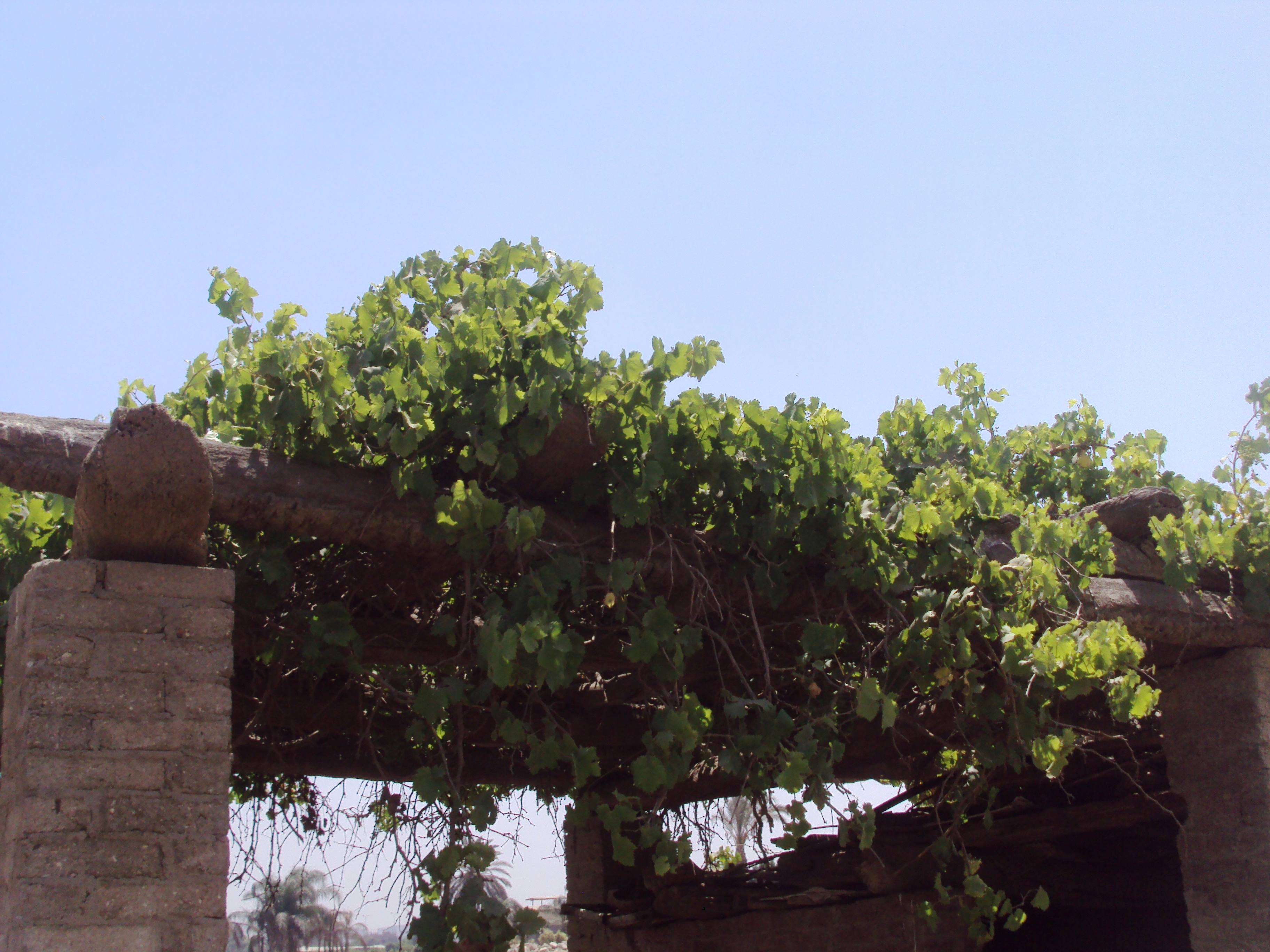
ورق نبات العنب ينمو على شجرة خشبية ويظهر متسلقًا على أحد الأسقف.

يحتوي كل كوب من العنب (150 جرام) بحسب وزارة الزراعة الأميركية على المكونات الغذائية التالية :
- السعرات الحرارية: 104
- الدهون: 0.24
- الكاربوهيدرات: 27.33
- الألياف: 1.4
- السكر: 23.37
- البروتينات: 1.09

## زراعة وإنتاج العنب
يجنى من العنب كل عام قرابة الستين مليون طن متري في كل أنحاء العالم، وطبقاً لبيانات منظمة الأغذية والزراعة (الفاو) فإن قرابة 75,866 كلم من أراضي العالم تزرع بكروم العنب، غير أن أغلب هذا المحصول يستخدم في صناعة الأنبذة وذلك بقرابة 80% من المحصول العالمي، ويسوق ما نسبته 13% من هذا المحصول ليستهلك طازجاً، بينما تتعد استخدامات البقية الأخرى فتدخل في صناعة المربيات وصنع العصائر والتعليب مع فواكه أخرى أو التجفيف لصنع الزبيب.

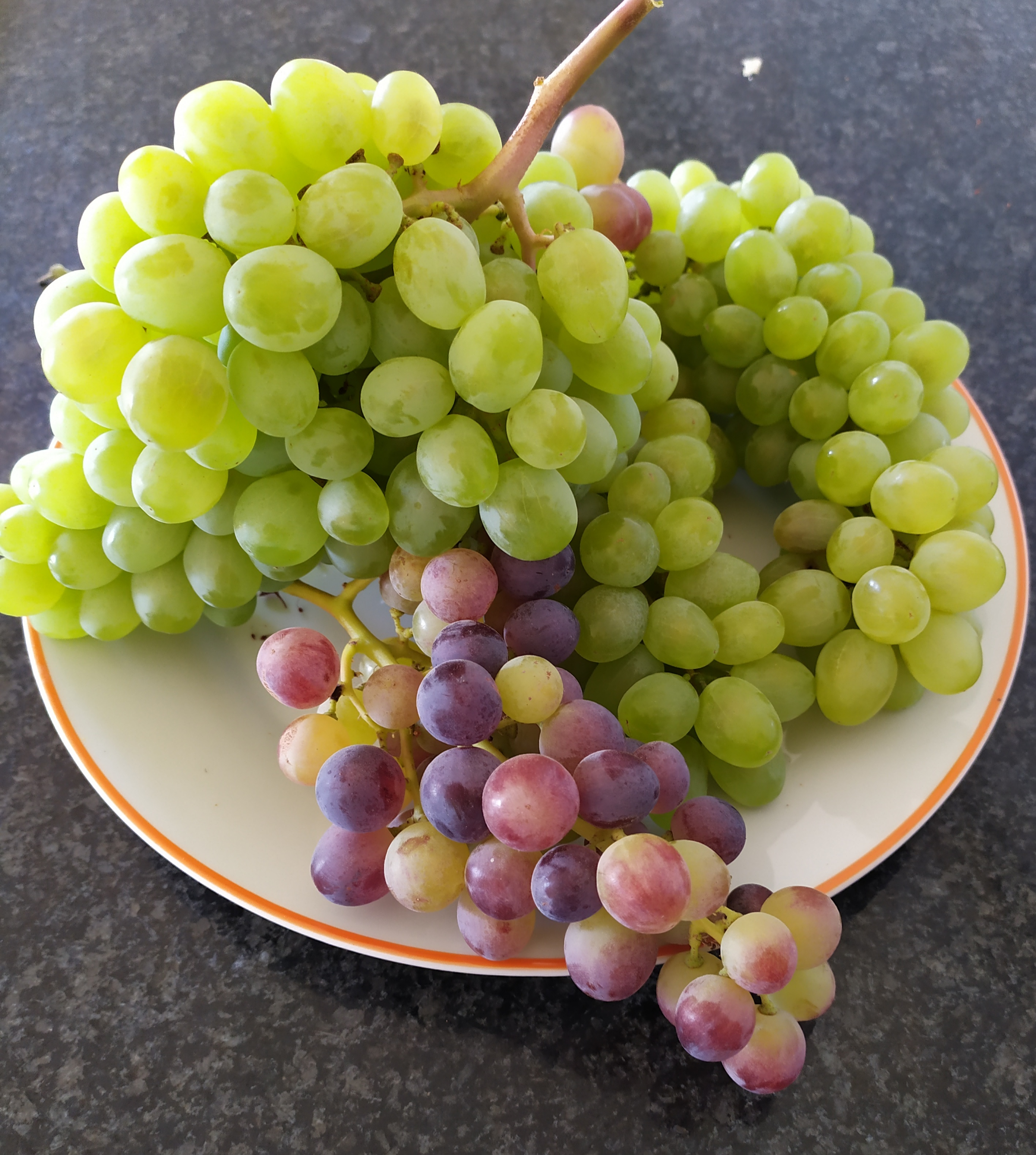
فاكهة العنب،فلسطين

تنتج معظم البلاد العربية كميات كبيرة من العنب وتكثر زراعته في كل من الأردن وسورية ولبنان وفلسطين وأقصى شمال السعودية والطائف ومصر واليمن والمغرب والجزائر والعراق، كما تعتبر الولايات المتحدة الأمريكية وتركيا والمغرب من الدول الرئيسية في إنتاج العنب، وتنتج ولاية كاليفورنيا وحدها قرابة 90% من إنتاج الولايات المتحدة، ويزرع العنب كذلك في معظم الدول الأوربية وخاصةً في المتوسطية منها كإيطاليا وفرنسا وإسبانيا، حيث يعدّ إنتاجها هو الأكبر عالمياً.
وللعنب أهمية ثقافية في بعض المناطق وخصوصا سوريا حيث يعدّ الرمز لمحافظة السويداء .

## أنواع العنب
يوجد نوعان رئيسيان من العنب، وهما العنب الأوروبي أو عنب العالم القديم، وعنب أمريكا الشمالية.
العنب الأوروبي
يحتكر العنب الأوروبي ما نسبته 95% من أنواع العنب الموجود في العالم، ويقسمه المزارعون بحسب خصائص معينه إلى عنب المائدة، وعنب النبيذ، وعنب الزبيب.
يتميز عنب المائدة بأن حباته تتميز بلون فاقع وتكون كبيرة الحجم وحلوة المذاق، ويوجد منه أصناف عديدة أهمها صنفان هما: (توكي) وتنمو ثماره على عناقيد كبيرة وتكون حمراء اللون، و(الإمبراطور). وهناك أصناف أخرى لعنب المائدة منها (بيرليه) وهو ذو لون أبيض مائل للخضرة وعديم البذور، و(فليم) وهو أيضاً عديم البذور ولكن أحمر اللون. و(ربيه) وهو أسود اللون. من أهم دول العالم المنتجة لعنب المائدة جنوب أفريقيا والدول الآسيوية كالهند والفلبين وتايلاند وتايوان.
بينما تكون السمة المميزة لعنب الزبيب عديم البذور قشرته الناعمة بعد تجفيفه، وأكثر أصنافه شهرةًً (طومسون) ويمتاز بلونه الأخضر المائل للون الذهبي الفاتح، وهناك أصناف أخرى من هذا النوع.
أما عنب النبيذ فإن أهم خصائصه احتواءه على نسبة كبيرة من السكريات الطبيعية وأحماض الفاكهة.
عنب أمريكا الشماليّة
يوجد نوعان رئيسيان من عنب أمريكا الشمالية، وهما 1- فوكس. و2- موسكادين. وكلا النوعين يمكن استخدامه طازجاً للأكل ولصنع المربيات أو لصناعة الأنبذة، أما التجفيف لصناعة الزبيب فإنهما لا يستعملان له. وأشهر أصناف عنب الفوكس هو (كونكورد) ويتميز بثماره بنفسجية اللون وكبيرة الحجم، أما أشهر أصناف عنب الموسكادين فهو (أسكوبرنوج) وثماره برونزية اللون ومتوسطة الحجم. وهناك نوع آخر من عنب أمريكا الشمالية غير هذه النوعين، وهي أنواع مهجنة تم إنتاجها بتهجين العنب الأوروبي وعنب أمريكا الشمالية، ومعظمها تؤكل أيضاً طازجة أو تستخدم لصناعة النبيذ.

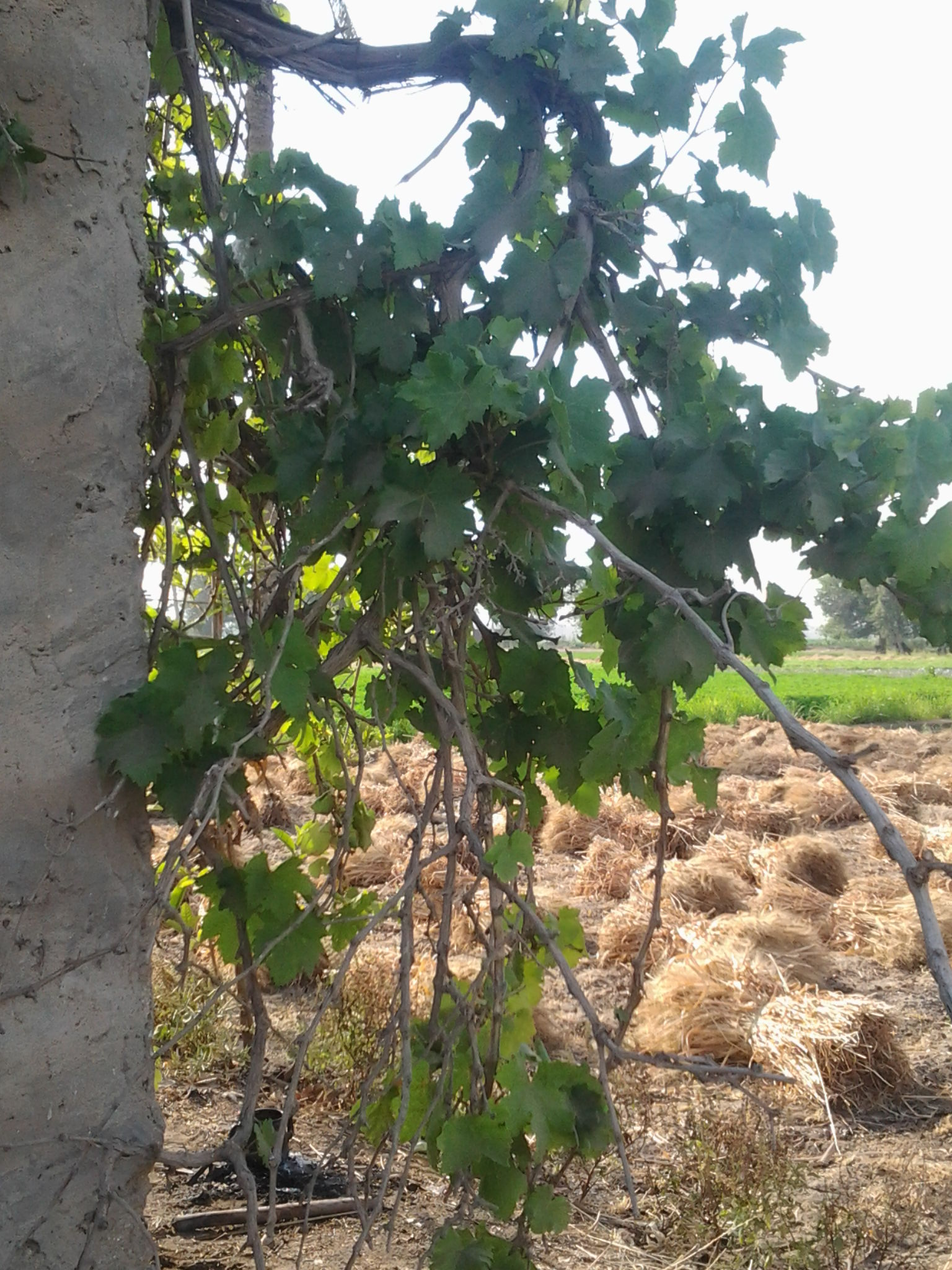
نبتة العنب